# Athletic Bilbao (kvinder)
Athletic Club (kvinder) er den kvindelige afdeling af den spanske fodboldklub Athletic Bilbao. De konkurrerer i Primera División (spanske første division). Athletic er en af de mest succesfulde kvindehold i Spanien med fem mesterskabstitler. Ligesom mændenes hold, er deres officielle politik at underskrive kontrakter med lokale spillere, eller spillere der er blevet trænet i Baskerlandet. Holdet spiller på klubbens bane i Lezama.

## Hæder

### Titler

#### Officielle turneringer
- Spanske liga (5)
  - 2003, 2004, 2005, 2007, 2016
- Euskal Herria Cup (5)
  - 2011, 2013, 2014, 2015, 2016

#### Turneringer pr. invitation
- Sport Mundi Tournament (4)
  - 2006, 2007, 2011, 2012
- COTIF (1)
  - 2015

### Statistik over nationale turneringer
| Sæson   | Division | Placering | Copa de la Reina |
| ------- | -------- | --------- | ---------------- |
| 2002–03 | 1.       | 1.        | Kvartfinaler     |
| 2003–04 | 1.       | 1.        | Semifinaler      |
| 2004–05 | 1.       | 1.        | Kvartfinaler     |
| 2005–06 | 1.       | 5.        | Kvartfinaler     |
| 2006–07 | 1.       | 1.        | Kvartfinaler     |
| 2007–08 | 1.       | 3.        | Kvartfinaler     |
| 2008–09 | 1.       | 3.        | Kvartfinaler     |
| 2009–10 | 1.       | 3.        | Kvartfinaler     |
| 2010–11 | 1.       | 3.        | Kvartfinaler     |
| 2011–12 | 1.       | 2.        | Toer             |
| 2012–13 | 1.       | 2.        | Kvartfinaler     |
| 2013–14 | 1        | 2.        | Toer             |
| 2014–15 | 1.       | 3.        | Kvartfinaler     |
| 2015–16 | 1.       | 1.        | Kvartfinaler     |
| 2016–17 | 1.       | 5         | Kvartfinaler     |
| 2017–18 | 1ª       | 3.        | Semifinaler      |
| 2018–19 | 1ª       | 5.        | Kvarterfinaler   |

### Europæisk deltagelse
| Sæson     | Turnering                  | Runde                  | Resultat         | Modstander                                  | Målscorere |
| --------- | -------------------------- | ---------------------- | ---------------- | ------------------------------------------- | --- |
| 2003-04 0 | Women's Cup 0              | Gruppespil 0           | 2–0 5–2 1–8      | Neulengbach 1º Dezembro Frankfurt           | Castrillo, Fernández Iturregi 2, Angulo, Ferreira, Ibarra Juaristi                                                           |
| 2004-05 0 | Women's Cup 0              | Kvalifikationsrunde 0  | 10–3 1–1 5–0     | Newtownabbey Strikers Maccabi Holon Clujana | Sánchez 2, Fernández, Ferreira, Iturregi, Onaindia, Orueta, Vázquez, Zabala + 1 o.g. Juaristi Fernández 2, Vázquez 2, Orueta |
|           |                            | Gruppespil 0           | 2–2 2–3 5–1      | Arsenal Djurgården/Älvsjö Aegina            | Iturregi, Vázquez Ferreira, Olabarrieta Vázquez, Fernández, Ibarra, Murua                                                    |
| 2005-06 0 | Women's Cup 0              | Kvalifikationsrunde 0  | 6–2 3–0 1–1      | Glasgow City Rapide Wezemaal Saestum        | Vázquez 3, Fernández, Gurrutxaga, Juaristi Fernández, Juaristi, Orueta Fernández                                             |
| 2007-08 0 | Women's Cup 0              | Kvalifikationsrunde 0  | 4–0 16–0 0–1     | Krka Novo Mesto Birkirkara Bardolino        | Díez, Ferreira, Murua, Vázquez 7, Juaristi 3, Olabarrieta 2, Díez, Iturregi, Murua, Sánchez 0                                |
| 2016-17 0 | Women's Champions League 0 | Sekstendedelsfinaler 0 | 2-1 1-3 (a.e.t.) | Fortuna Hjørring                            | Corres, Oroz Vázquez 0 |

## Aktuel trup
Pr. 8. juli 2019.
| Nr. | Land    | Position | Spiller                           |
| --- | ------- | -------- | --------------------------------- |
| 1   | Spanien | MM       | Ainhoa Tirapu                     |
| 2   | Spanien | FO       | Andrea Sierra                     |
| 3   | Spanien | FO       | Ainhoa Vicente Moraza             |
| 4   | Spanien | FO       | Garazi Murua                      |
| 5   | Spanien | MI       | Ainhoa Álvarez                    |
| 6   | Spanien | MI       | Alazne Gómez                      |
| 7   | Spanien | AN       | Nekane Díez                       |
| 8   | Spanien | MI       | Oihane Hernández                  |
| 9   | Spanien | AN       | Yulema Corres                     |
| 10  | Spanien | MI       | Maite Oroz                        |
| 11  | Spanien | MI       | Jone Ibáñez                       |
| 12  | Spanien | FO       | Marta Unzué (lejet fra Barcelona) |
| 13  | Spanien | MM       | Andere Legina                     |

| Nr. | Land    | Position | Spiller           |
| --- | ------- | -------- | ----------------- |
| 14  | Spanien | MI       | Eunate Arraiza    |
| 15  | Spanien | MI       | María Díaz        |
| 16  | Spanien | MI       | Damaris Egurrola  |
| 17  | Spanien | AN       | Lucía García      |
| 18  | Spanien | MI       | Marta Perea       |
| 19  | Spanien | AN       | Erika Vázquez     |
| 20  | Spanien | AN       | Leia Zárate       |
| 21  | Spanien | FO       | Vanesa Gimbert    |
| 22  | Spanien | FO       | Ane Bergara       |
| 24  | Spanien | AN       | Ane Azkona        |
| 25  | Spanien | MM       | Andrea de la Nava |
| 32  | Spanien | AN       | Leyre Monente     |